# Nati nel 1627
| Questa pagina contiene informazioni ricavate automaticamente dalle voci biografiche con l'ausilio del template Bio e di un bot. L'aggiornamento è periodico e automatico e ricostruisce completamente la pagina. Se manca una persona in questa lista, sei pregato di non aggiungerla, ma accertati piuttosto che la sua voce biografica contenga il template Bio e che i dati anagrafici siano correttamente compilati. Se il template Bio manca, inseriscilo tu stesso o, in alternativa, metti l'avviso {{tmp\|Bio}} che ne segnala la mancanza. Se i dati riportati sono sbagliati, correggi direttamente la voce biografica; le modifiche saranno visibili in questa lista entro pochi giorni. Per chiarimenti vedi il progetto biografie. La lista contiene solo le 82 persone che sono citate nell'enciclopedia e per le quali è stato implementato correttamente il template Bio. Pagina aggiornata al 18 ago 2025. |

## Gennaio(1)
- 25 gennaio - Robert Boyle, chimico, fisico e inventore irlandese († 1691)

## Febbraio(4)
- 10 febbraio - Cornelis de Bie, poeta, retore e giurista belga († 1715)
- 15 febbraio - Charles Morton, pastore protestante inglese († 1698)
- 21 febbraio - Nicolò Beregan, poeta e librettista italiano († 1713)
- 28 febbraio - Aubrey de Vere, XX conte di Oxford, nobile e militare inglese († 1703)

## Marzo(5)
- 4 marzo - Juan Tomás de Rocaberti, teologo e arcivescovo cattolico spagnolo († 1699)
- 9 marzo - Thomas Howard, V duca di Norfolk, nobile inglese († 1677)
- 14 marzo - Roelant Roghman, pittore e incisore olandese († 1692)
- 27 marzo - Stephen Fox, politico inglese († 1716)
- 29 marzo - Filiberta Madruzzo, nobildonna italiana († 1649)

## Aprile(3)
- 9 aprile - Johann Kaspar Kerll, compositore e organista tedesco († 1693)
- 20 aprile - Francesco Maria Santinelli, alchimista, poeta e librettista italiano († 1697)
- 27 aprile - Antonio Filippo Ciucci, chirurgo italiano († 1695)

## Maggio(7)
- 3 maggio - Enrico I di Reuss-Greiz, nobile tedesco († 1681)
- 4 maggio - Giuseppe Francesco Borri, alchimista, medico e avventuriero italiano († 1695)
- 11 maggio - Johannes Tanner, politico svizzero
- 16 maggio - Willem van Aelst, pittore olandese
- 16 maggio - Rodolfo Augusto di Brunswick-Lüneburg, duca tedesco († 1704)
- 21 maggio - Francesco Antonio Boscaroli, vescovo cattolico e teologo italiano († 1679)
- 29 maggio - Anna Maria Luisa d'Orléans, nobile francese († 1693)

## Giugno(3)
- 4 giugno - Johann Abraham Ihle, astronomo tedesco († 1699)
- 17 giugno - Francesco Rossi, compositore e abate italiano († 1699)
- 19 giugno - Cristiano di Schleswig-Holstein-Sonderburg-Glücksburg, duca († 1698)

## Luglio(6)
- 1º luglio - Anna Maria di Meclemburgo-Schwerin, nobile († 1669)
- 2 luglio - Juan Ortega y Montañés, arcivescovo cattolico spagnolo († 1708)
- 17 luglio - Biagio Falcieri, pittore italiano († 1703)
- 18 luglio - Henry Howard, V conte di Suffolk, nobile inglese († 1709)
- 22 luglio - Casimiro di Lippe-Brake, conte tedesco († 1700)
- 28 luglio - Giovanni Francesco Desiderato di Nassau-Siegen, principe tedesco († 1699)

## Agosto(6)
- 1º agosto - Luisa Cristina di Savoia-Carignano, principessa († 1689)
- 2 agosto - Samuel van Hoogstraten, pittore olandese († 1678)
- 21 agosto - Louis Cousin, traduttore, storico e avvocato francese († 1707)
- 21 agosto - Johannes van Bronckhorst, pittore olandese († 1656)
- 21 agosto - Bernardino Rocci, cardinale e arcivescovo cattolico italiano († 1680)
- 26 agosto - Philipp Jakob Sachs, medico e naturalista tedesco († 1672)

## Settembre(3)
- 11 settembre - Giovanni Ernesto II di Sassonia-Weimar, duca tedesco († 1683)
- 12 settembre - Humbertus Guilielmus de Precipiano, arcivescovo cattolico francese († 1711)
- 27 settembre - Jacques Bénigne Bossuet, scrittore e vescovo cattolico francese († 1704)

## Ottobre(3)
- 1º ottobre - Galeazzo Marescotti, cardinale e arcivescovo cattolico italiano († 1726)
- 3 ottobre - Onorio Marinari, pittore italiano († 1715)
- 4 ottobre - Francisco Varo, monaco cristiano spagnolo († 1687)

## Novembre(9)
- 1º novembre - Georg Eberhard Rumphius, biologo e botanico tedesco († 1702)
- 5 novembre - Ermanno Egon di Fürstenberg, nobile tedesco († 1674)
- 10 novembre - José Delitala y Castelvì, poeta, militare e politico italiano († 1703)
- 13 novembre - Diego Luis de San Vitores, presbitero e gesuita spagnolo († 1672)
- 16 novembre - Erasmus Finx, scrittore tedesco († 1694)
- 17 novembre - Giovanni Giorgio II di Anhalt-Dessau, principe tedesco († 1693)
- 20 novembre - Carlotta d'Assia-Kassel, tedesca († 1686)
- 26 novembre - Alberto Caprara, letterato e diplomatico italiano († 1691)
- 29 novembre - John Ray, naturalista britannico († 1705)

## Dicembre(7)
- 7 dicembre - Luisa Enrichetta d'Orange, nobile olandese († 1667)
- 10 dicembre - Franz Eusebius von Pötting, nobile, diplomatico e politico austriaco († 1678)
- 15 dicembre - Giacomo Cotta, pittore, incisore e presbitero italiano († 1689)
- 21 dicembre - Innocenzo Le Masson, presbitero, teologo e monaco cristiano francese († 1703)
- 25 dicembre - Girolamo Fabri, presbitero e storico italiano († 1679)
- 28 dicembre - Niccolò Radulovich, cardinale e arcivescovo cattolico italiano († 1702)
- 28 dicembre - Alessandro Rosi, pittore italiano († 1697)

## Senza giorno specificato(25)
- Antonio Barbaro, generale e politico italiano († 1679)
- Jan de Bray, pittore olandese († 1697)
- Giovanni Giacomo De Rossi, editore italiano († 1691)
- Maria Sofia De la Gardie, nobile, banchiere e imprenditrice svedese († 1694)
- Jean Del Cour, scultore fiammingo († 1707)
- Petro Dorofijovyč Dorošenko, militare ucraino († 1698)
- Marzio Erculei, presbitero, musicista e cantante italiano († 1706)
- Ippolito Galantini, religioso e pittore italiano († 1706)
- Nicolas Juchereau de Saint-Denis, imprenditore francese († 1692)
- Giusto Le Court, scultore fiammingo († 1679)
- Girolamo Lucenti, scultore italiano († 1698)
- Livio Mehus, pittore fiammingo († 1691)
- Murad Giray († 1696)
- Bendinelli Negrone, doge italiano († 1707)
- Dorothy Osborne, scrittrice inglese († 1695)
- Michele Pignatelli, vescovo cattolico italiano († 1695)
- Domenico Piola, pittore italiano († 1703)
- Giovanni Andrea Piola, pittore italiano († 1681)
- Giovanni Guglielmo Riva, chirurgo e anatomista italiano († 1677)
- Jan Siberechts, pittore fiammingo
- Catherine Trianon, francese († 1681)
- Jean-Baptiste de Valbelle, ammiraglio francese († 1681)
- Giovanni Venanzi, pittore italiano († 1705)
- Lieve Pietersz Verschuier, pittore olandese († 1686)
- Matthias Withoos, pittore olandese († 1703)